# Lesiaki (województwo pomorskie)
Lesiaki (dodatkowa nazwa w j. kaszub. Lesôczi) – kolonia w Polsce położona w województwie pomorskim, w powiecie lęborskim, w gminie Cewice. Wieś jest częścią składową sołectwa Karwica.
| SIMC    | Nazwa  | Rodzaj        |
| ------- | ------ | ------------- |
| 0741498 | Święte | część kolonii |

W latach 1975–1998 miejscowość administracyjnie należała do województwa słupskiego.